# ロングビュー (ワシントン州)
ロングビュー（Longview）は、アメリカ合衆国ワシントン州のカウリッツ郡にある都市。人口は3万7818人（2020年）で、郡内最大である。

## 地理・気候
北緯46度8分34秒、西経122度57分20秒に位置している。
アメリカ合衆国統計局によると、総面積36.5 km2 (14.1 mi2) である。このうち35.5 km2 (13.7 mi2) が陸地であり、1.0 km2 (0.4 mi2) (2.84%) が水地である。
- 山:
- 河川:
- その他:

## 人口
2000年の国勢調査では、人口34,660人、14,066世帯、8,931家族が暮らしている。人口密度は976.8/km2 (2,530.0/mi2) である。429.1/km2 (1,111.4/mi2) の平均的な密度に15,225軒の住宅が建っている。この都市の人種的な構成は白人89.35%、アフリカン・アメリカン0.72%、ネイティブ・アメリカン1.76%、アジア2.17%、太平洋諸島系0.13%、その他の人種2.96%、混血2.92%である。この人口の5.82%はヒスパニックまたはラテン系である。
全世帯のうち、18歳未満の子供と同居している世帯が26.0%、夫婦のみの世帯が46.5%、未婚女性の世帯が12.3%であり、36.5%は家族を持たない。個人名義の世帯主が30.1%、そのうち65歳以上が12.4%である。世帯ごとの平均人数は2.40人、家族ごとの平均人数は2.96人である。
18歳未満の未成年が28.8%、18歳以上24歳以下が8.9%、25歳以上44歳以下が27.1%、45歳以上64歳以下が22.6%、65歳以上が15.4%、平均年齢は37歳である。女性100人に対して男性は93.2人である。18歳以上の女性100人に対して男性は90.0人である。
この都市の世帯ごとの平均的な収入は35,171 USドルであり、家族ごとの平均的な収入は43,869 USドルである。男性は38,972 USドルに対して女性は26,625 USドルの平均的な収入がある。この都市の一人当たりの収入 (per capita income) は18,559 USドルである。人口の12.3%及び家族の16.7%の収入は貧困線以下である。全人口のうち18歳未満の25.0%及び65歳以上の6.8%は貧困線以下の生活を送っている。

## 姉妹都市
- 和光市, 日本
- マンダウエ, フィリピン